# Myopsyche puncticincta
Myopsyche puncticincta là một loài bướm đêm thuộc phân họ Arctiinae, họ Erebidae.